# بيتر هوران
بيتر هوران (بالإنجليزية: Peter Horan)‏ هو موسيقي أيرلندي، ولد في 1926، وتوفي في 17 أكتوبر 2010 في سلايغو في جمهورية أيرلندا.